# David Willey
David Willey (nacido el 28 de febrero de 1990) es un jugador de críquet de Inglaterra. En abril de 2019, fue incluido en el equipo provisional de Inglaterra para la Copa Mundial de Críquet One Day International 2019. En septiembre de 2021, Willey fue incluido en el equipo de Inglaterra para la Copa del Mundo Twenty20 masculina de la ICC de 2021.

## Trayectoria deportiva
Willey hizo su debut en One Day International con Inglaterra contra Irlanda el 8 de mayo de 2015. El 23 de junio de 2015 hizo su debut en el Twenty20 International contra Nueva Zelanda. En abril de 2019, Willey fue incluido en el equipo provisional de Inglaterra para la Copa Mundial de Cricket de 2019. El 21 de mayo de 2019, Inglaterra finalizó su equipo para la Copa del Mundo, y Willey no fue nombrado en el equipo final de quince hombres. En septiembre de 2021, Willey fue incluido en el equipo de Inglaterra para la Copa Mundial Twenty20 masculina de la ICC de 2021.